# Kołczygłówki (przystanek kolejowy)
Kołczygłówki – nieczynny przystanek osobowy w Kołczygłówkach, w powiecie bytowskim, w województwie pomorskim, w Polsce.